# Basilica della Visitazione della Beata Vergine Maria (Święta Lipka)

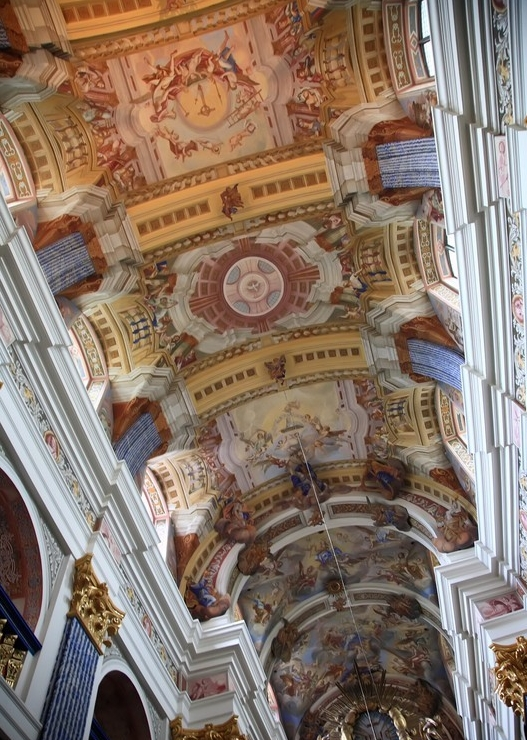
Navata

La basilica della Visitazione della Beata Vergine Maria è una chiesa barocca dell'arcidiocesi di Varmia che si trova a Święta Lipka, villaggio nel comune (gmina) di Reszel.
La basilica della Beata Vergine Maria è un importante centro di pellegrinaggio della Polonia. La chiesa attuale è dovuta ai gesuiti, che intrapresero i lavori negli anni 1688-1693, su progetto di un architetto sconosciuto. La facciata è stata completata nel 1730. La facciata, il chiostro e le cappelle anteriori sono opera dello scultore Krzysztof Perwanger.